# Nollmorfem
Nollmorfem är det begrepp som används inom lingvistiken för ett morfem som ger en betydelseskillnad till ordet, men inte en uttals- eller stavningsskillnad. Exempel på nollmorfem i svenskan är pluralformen för ordet hus (se nollplural). Nollmorfem kan markera olika ting i olika språk, men oftast rör det sig om ordets grammatiska egenskaper.
Benägenheten att postulera nollmorfem är större för formrika språk, framför allt kasusspråk, där det är naturligt att dela upp paradigmets samtliga ordformer i stam och ändelse. I till exempel ryska har ordet för "öga", glaz, samma form i nominativ singularis (grundformen) och genitiv pluralis, men det vanliga är att man i båda formerna ser en nolländelse.
Man talar ibland också om avledning medelst nollmorfem, s.k. nollsuffix, till exempel bada - bad. Detta skulle i så fall betyda att ordet (åtminstone i pluralis) innehåller två nollmorfem (bad-0-0), men denna lösning kan nog ifrågasättas.
I detta sammanhang har man mycket diskuterat om eng. ran (pret. av run) innehåller ett flexionsmorfem och om detta i så fall är ett nollmorfem. Man kan se det så att det är ett morfem med innebörden (signifié enligt de Saussure) "preteritum" och med en uttryckssida (signifiant) som inte är fonematiskt-sekventiell utan operationell - modifiering av stamvokalen. Detta är i så fall inte ett äkta nollmorfem.